# Shunske Sato

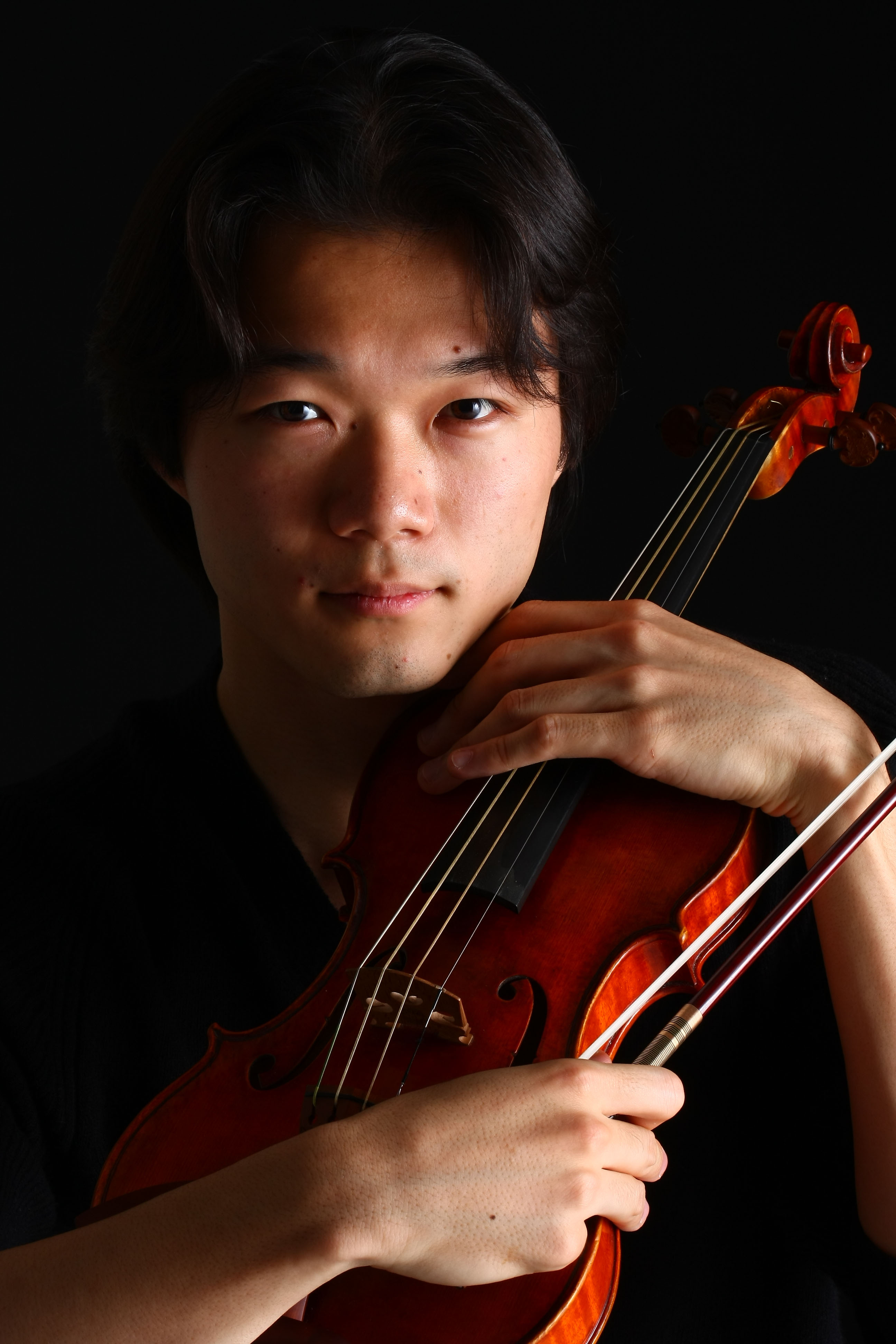
Shunske Sato.

Shunske Sato (Tóquio, 10 de junho de 1984) é um violinista, professor e maestro japonês.
Natural de Tóquio, com quatro anos sua família mudou-se para os Estados Unidos. Fez seus primeiros estudos musicais na Juilliard School de Nova Iorque, aperfeiçoando-se no Conservatoire National de Région de Paris e na Hochschule für Musik und Theather de Munique. Aos doze anos recebeu o prêmio Young Concert Artists, sendo o mais jovem artista a recebê-lo. Em 2010 foi premiado com o segundo lugar na International Johann Sebastian Bach Competition de Leipzig, e com o primeiro lugar no prêmio de preferência do público.
Seu repertório cobre a música erudita antiga e contemporânea. Tem se apresentado como solista ou maestro de conjuntos de fama internacional, como a orquestra da Ópera de Berlim, a sinfônica da Rádio Bávara, a filarmônica da Rádio França, a sinfônica NHK de Tóquio e outras. Em 2011 foi solista no 2º Concerto para Violino de Paganini, na primeira apresentação em instrumentos originais, junto com a Academy of Ancient Music. Já gravou diversos discos e desde 2013 é professor de violino do Conservatório de Amsterdã, sendo ao mesmo tempo spalla e regente da orquestra da Sociedade Bach da Holanda e regente da orquestra Concerto Köln. Em 2017 foi nomeado diretor artístico da Sociedade Bach da Holanda.